# Dyomyx leucolepis
Dyomyx leucolepis là một loài bướm đêm trong họ Noctuidae.